# Куприенко, Илья Киреевич
Илья Киреевич Куприенко (28.08.1916 — 19.03.1988) — автоматчик; командир отделения стрелковой роты 937-го стрелкового полка 238-й стрелковой дивизии 2-го Белорусского фронта, ефрейтор.

## Биография
Родился 15 августа 1916 года в деревне Соболевка, ныне Климовичского района Могилёвской области Белоруссии в крестьянской семье. Белорус. Окончил 3 класса. Работал газогенераторщиком на Могилёвском заводе искусственного волокна.
В Красной Армии с 1937 года. На фронте в Великую Отечественную войну с июня 1943 года. Воевал на Брянском, Западном, 1-м и 2-м Белорусских фронтах.
Автоматчик стрелковой роты 937-го стрелкового полка красноармеец Илья Куприенко в составе отделения разведки 27 июня 1944 года на подступах к населённому пункту Луполово, расположенному южнее города Могилёва проделал проход в минном поле неприятеля, обезвредив при этом две мины натяжного действия, что позволило разведывательному отделению неожиданно ворваться во вражескую траншею и выбить из неё противников.
Приказом по 238-й стрелковой дивизии № 191 от 9 августа 1944 года за мужество и отвагу проявленные в боях красноармеец Куприенко Илья Киреевич награждён орденом Славы 3-й степени.
В бою за польский населённый пункт Вилленберг, расположенный в пятидесяти километрах северо-восточнее города Млава, командир отделения стрелковой роты 937-го стрелкового полка ефрейтор Илья Куприенко 23 января 1945 года, возглавляя группу разведчиков, вышел во вражеский тыл, и в начавшейся схватке с противником, огнём из автомата, уничтожил нескольких противников. После чего без потерь вернулся на командный пункт 937-го стрелкового полка с важными данными о системе огня противника.
29 января 1945 года в бою за город Бишофсбург (ныне польский город — Бискупец, ефрейтор Илья Куприенко в числе первых ворвался в город и сразил трёх противников, а троих взял в плен.
Приказом по 49-й армии № 023 от 13 марта 1945 года за мужество и отвагу проявленные в боях ефрейтор Куприенко Илья Киреевич награждён орденом Славы 2-й степени.
8 марта 1945 года командир отделения стрелковой роты 937-го стрелкового полка ефрейтор Илья Куприенко, действуя во главе группы разведчиков, вместе с расчётом 45-миллиметровой пушки в районе населённого пункта Фишерсхютте, расположенного в сорока километрах юго-западнее польского города Гдыня, обнаружил группу противников. В результате внезапной атаки шестеро из противников было уничтожено и шесть взято в плен, захвачена автомашина с продовольствием.
6 июня 1945 года командующий 2-м Белорусским фронтом Маршал Советского Союза Рокоссовский К. К. подписал представление к награждению Куприенко И. К. орденом Славы 1-й степени.
Указом Президиума Верховного Совета СССР от 29 июня 1945 года за образцовое выполнение заданий командования в боях с немецко-вражескими захватчиками ефрейтор Куприенко Илья Киреевич награждён орденом Славы 1-й степени, став полным кавалером ордена Славы.
24 июня 1945 года Куприенко И. К. участвовал в историческом Параде Победы на Красной площади в Москве. В 1945 году старшина Куприенко И. К. демобилизован.
После войны полный кавалер ордена Славы Илья Куприенко работал забойщиком на шахте, столяром, участвовал в освоении целинных и залежных земель. Член КПСС с 1953. Последние годы жил в деревне Нестерово Мстиславского района Могилёвской области Белоруссии. Скончался 19 марта 1988 года.
Награждён орденами Отечественной войны 1-й степени, Славы 1-й, 2-й, 3-й степени, медалями.